# Grossenlüder
Grossenlüder es un municipio situado en el distrito de Fulda, en el estado federado de Hesse (Alemania). Tiene una población estimada, a fines de 2021, de 8583 habitantes.
Está ubicado al este del estado, cerca de las fronteras con los estados de Turingia y Baviera, en la zona del macizo del Rhön.